# 第一代明托伯爵吉爾伯特·艾略特-默里-基寧蒙德
吉尔伯特·艾略特-默里-基宁蒙德，第一代明托伯爵（英語：Gilbert Elliot-Murray-Kynynmond, 1st Earl of Minto，1751年4月23日—1814年6月21日），第三代明托從男爵吉爾伯特‧艾略特之子，苏格兰裔的外交官，在1776至1795年間於下議院活動的政治家，1793年至1796年間擔任短命的盎格魯-科西嘉王國的總督，1807至1813年間擔任印度总督。
1751年4月23日生于苏格兰爱丁堡。大约1763年，吉尔伯特·艾略特和他的兄弟休被送往巴黎，受著名的苏格兰哲学家大卫·休姆指導，并與奧諾雷·米拉波伯爵交往亲密。1766年和1767年冬天，在爱丁堡大学度過，吉尔伯特进入牛津大學学习。畢業後，在倫敦林肯法學協會進修
，1774年取得律師資格
。1776年，艾略特作为一位辉格党人进入议会。艾略特和埃德蒙·伯克是非常好的朋友，帮助伯克抨击沃伦·黑斯廷斯和以利亚·伊姆皮。
1794年艾略特被任命為科西嘉岛的總督，1797年他继承了其父的頭銜，創設明托男爵爵位。1799年到1801年間，艾略特到维也纳任外交官。1806年被任命为印度总督，直到1813年。拿破崙戰爭期間，擔任印度總督的艾略特將英國影響力拓展至摩鹿加、爪哇及荷屬東印度。后被授于梅尔干子爵(Viscount Melgund)和明托伯爵(Earl of Minto)。他在1814年6月21日死於斯蒂夫尼奇，并被葬於威斯敏斯特修道院。
他的次子是海军上将乔治·懿律爵士(1784-1863)。乔治·懿律爵士青年时期曾参加在聖文森角海角战役和尼罗河战役，1830年到1834年任海军部秘书长。伯爵的侄子查理·义律爵士(1801-1875)同样也是一名海军上将，1840年他参与了一系列与中国的战争。后任英国驻百慕大总督和特立尼达和圣赫勒拿岛总督。